# Совет по противодействию дезинформации
Совет по противодействию (регулированию) дезинформации (англ. Disinformation Governance Board) — орган Министерства внутренней безопасности США, провозглашённый 27 апреля 2022 года и приостановленный 18 мая 2022 года. Целью создания Совета были защита национальной безопасности путем борьбы с иностранной «ложной информацией» (англ. misinformation) и дезинформацией.

## История
Министерство внутренней безопасности США приняло решение сформировать совет в 2021 году после проведения исследования, которое рекомендовало сформировать группу для «рассмотрения вопросов конфиденциальности и гражданской свободы для онлайн-контента».
О создании Совета объявили 27 апреля 2022 года, во время слушания бюджета на 2023 год в подкомитете по ассигнованиям Палаты представителей США по внутренней безопасности, хотя фактически он начал работу двумя месяцами ранее. Председателем назначили Нину Янкович. Главный офис расположен в Вашингтоне.
2 мая 2022 года Министерство внутренней безопасности США опубликовало заявление, в котором говорилось, что совет будет отслеживать дезинформацию, распространяемую «иностранными государствами, такими как Россия, Китай и Иран» и «транснациональными преступными организациями и организациями по контрабанде людей», а также дезинформацию, распространяемую во время стихийных бедствий (назвав в качестве примера дезинформацию о вопросе безопасности питьевой воды во время урагана Сэнди).
Как пишет Associated Press, совет будет готовиться к борьбе с возможной российской дезинформацией, касающейся грядущих промежуточных выборов, в то время как российские власти продолжают кампанию по дезинформации в связи с вторжением на Украину.
18 мая 2022 года деятельность совета была приостановлена, а его руководитель Нина Янкович ушла в отставку в связи с общественным осуждением совета — преимущественно со стороны политических правых, но также со стороны прогрессивных сил и гражданских либертарианцев.

## Оценки
Как пишет Politico, создание совета «вызвало негодование среди американских правых, от благовоспитанных отставных законников до громкоголосых ведущих Fox News». Среди частых тем критики — возможность совета действовать под прикрытием онлайн (например, внедряться в онлайн-чаты торговцев людьми), хотя другим американским агентствам вроде Управления разведки и анализа это запрещено, и назначение на роль руководителя совета Нины Янкович как недостаточно компетентной.